# Ruta Estatal de California 111
La Ruta Estatal de California 111, y abreviada SR 111 (en inglés: California State Route 111) es una carretera estatal estadounidense ubicada en el estado de California. La carretera inicia en el Sur desde la Frontera mexicana en Calexico hacia el Norte en la I 10     en Whitewater. La carretera tiene una longitud de 209,5 km (130.175 mi). Esta ruta forma parte del Sistema Estatal de Carreteras Escénicas de California.

## Mantenimiento
Al igual que las autopistas interestatales, y las rutas federales y el resto de carreteras estatales, la Ruta Estatal de California 111 es administrada y mantenida por el Departamento de Transporte de California por sus siglas en inglés Caltrans.

## Cruces
La Ruta Estatal de California 111 es atravesada principalmente por la  I 8  cerca de El Centro
 SR 98  en Calexico
 SR 78  en Brawley
 SR 195  en Mecca
 SR 74  en Palm Desert.